# Tomba de corredor en tascó

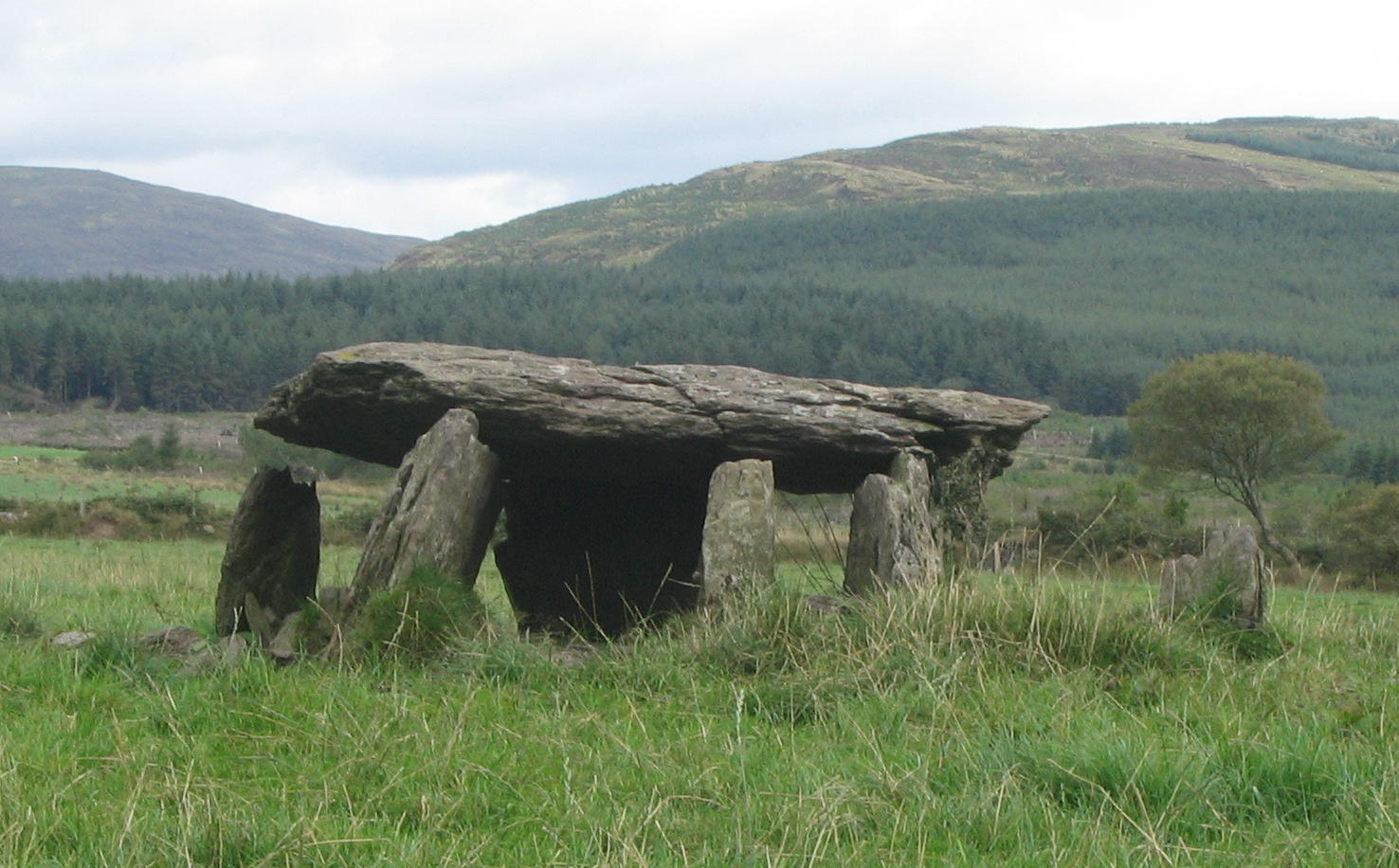
Tomba en tascó de Glantane East, comtat de Cork, Irlanda

Una tomba de corredor en tascó o tomba en tascó és un tipus de tomba irlandesa amb cambra funerària. Se'n diuen així perquè la cambra funerària s'aprima en un extrem (en general disminueix tant en alçària com en amplària, d'est a oest), i fa forma de tascó quant a l'elevació. L'avantcambra se'n separada de la zona d'enterrament per un simple brancal, i l'entrada, generalment, mira cap a l'oest.
Una característica distintiva d'aquesta mena de tombes és la doble paret de la galeria. Estaven cobertes sovint per pedres, la qual cosa podia donar-los una aparença rodona, ovalada o en forma de "D", normalment amb una vorada, o peristil, que les envoltava. La major part n'eren de poca alçada, en general al voltant d'1,5 metres, i se solen trobar en vessants de muntanyes, a la part superior, vora el cim.
Les tombes en tascó es van construir entre a finals del neolític irlandés (ca. 3000 ae) i meitat de l'edat del bronze (entre el 2500 i 2000 ae). En la primera dècada del segle xxi es coneixien entre 500 i 550 tombes en tascó a Irlanda, i es troben predominantment a l'oest i nord-oest de l'illa.